# Homoplectra luchia
Homoplectra luchia är en nattsländeart som beskrevs av Donald G. Denning 1966. Homoplectra luchia ingår i släktet Homoplectra och familjen ryssjenattsländor. Inga underarter finns listade i Catalogue of Life.